# Tvornica šećera Osijek
Tvornica šećera Osijek je hrvatska šećerana sa sjedištem u Osijeku. Započela je s radom 1906. godine a danas je jedna od najmodernijih šećerana na ovom dijelu Europe.

## Povijest
24. rujna 1905. u Osijeku je osnovano Prvo hrvatsko-slavonsko dioničko društvo za industriju šećera. Gradnja same tvornice je započela odmah nakon određivanja njene buduće lokacije na periferiji Donjeg grada.
Tvornica šećera je započela s radom već u rujnu 1906. s dnevnim kapacitetom obrade od 700 tona šećerne repe. Kao tehnolozi i osoblje za unapređenje uzgoja šećerne repe, dovedeni su stručnjaci iz Češke.
Prvi svjetski rat utjecao je na stagnaciju poslovanja šećerane a njegovim završetkom provedena je prva rekonstrukcija tvrtke. Tako je 1925. povećan dnevni kapacitet na 1.000 tona repe a 1930. na 1.500 tona.
Do nove stagnacije dolazi izbijanjem Drugog svjetskog rata a tvornica je oštećena, posebice nakon bombardiranja 14. lipnja 1944. Nakon rata šećerana je nacionalizirana te je nastavila raditi pod nazivom Tvornica šećera Osijek. Trećom rekonstrukcijom koja je izvšena 1953. prosječna prerada šećerne repe se približila količini od 2.500 tona na dan. Sam dnevni kapacitet prerade šećera se povećavao s godinama: 1968. je iznosio 4.500 tona a 1974. 7.500 tona.

### Novija povijest
Tijekom Domovinskog rata tvornica je pretrpjela veliku štetu te je na nju 1991. palo 980 granata koje su usmrtile radnike na poslu. Prema procjenama, ratna šteta je iznosila 40 milijuna DEM. Najveći dio sirovinskog područja bio je okupiran još sedam godina sve do mirne reintegracije.
2001. godine započele su nove investicije u šećeranu odnosno u projekte povećanja učinkovitosti proizvodnog procesa. Tvornica šećera Osijek bila je jedna od najmodernijih šećerana u ovom dijelu Europe.
Tvornica je ugašena 1. ožujka 2021., a tri godine poslije započelo je rušenje njenog pogona.

## Proizvodi
- bijeli šećer
  - šećer od šećerne repe
  - šećer od sirovog šećera
    - obje vrste šećera se isporučuju u ambalaži od 1, 10, 50 i 1.000 kg te u rinfuzi.
- karbokalk
  - poboljšivač tla
- melasa
  - melasa od šećerne repe
  - melasa od sirovog šećera
- repin rezanac
  - suhi briketirani rezanac
  - prešani rezanac

## Vanjske poveznice
- Službena web stranica Tvornice šećera Osijek

1. ↑  Marina Bešić Đukarić. 17. veljače 2021. Gorka sudbina osječke šećerane - ostaju samo skladište i pakirnica. Ministrica trgovačke lance upozorila da cijene šećera ne budu niže od inozemnih. Dnevnik.hr. Pristupljeno 17. srpnja 2025.
2. ↑  Grgurić, Jasmina. 16. studenoga 2024. Srušena osječka Šećerana: Ovi su pogoni nekada prehranjivali stotine obitelji. mirovina.hr. Pristupljeno 17. srpnja 2025.